# حسین قاسمی‌وند
حسین قاسمی‌وند (زاده ۱۳۱۵ - ۲۹ مهر ۱۳۹۴) کارگردان، فیلم‌نامه‌نویس، بازیگر، تدوین‌گر و مدیر فیلم‌برداری اهل ایران بوده است. 

## بازیگر
- دادستان (۱۳۷۰)
- طغیان‌گر (۱۳۵۶)

## کارگردان
- مشت مرد (۱۳۵۷)
- فریاد عشق (۱۳۵۶)
- قول مرد (۱۳۵۶)
- باجناغ (۱۳۵۲)

## نویسنده
- مشت مرد (۱۳۵۷)
- قول مرد (۱۳۵۶)

## مدیر فیلم‌برداری
- سکوت بزرگ (۱۳۵۶)
- قول مرد (۱۳۵۶)
- مادر جونم عاشق شده (۱۳۵۵)
- این دست کجه (۱۳۵۳)
- خیالاتی (۱۳۵۲)
- غم‌ها و شادی‌ها (۱۳۴۶)

## تدوین
- مشت مرد (۱۳۵۷)
- فریاد عشق (۱۳۵۶)
- مادر جونم عاشق شده (۱۳۵۵)
- مرد ناآرام (۱۳۵۴)
- هیچکی بابا نمیشه (۱۳۵۴)
- ماجراجویان خشن (۱۳۵۳)
- رضا چلچله (۱۳۵۰)